# Chotiměř (zámek)
Chotiměř je zámek ve stejnojmenné vesnici v okrese Domažlice. Postaven byl pravděpodobně na místě starší tvrze ve druhé polovině osmnáctého století. Přilehlý zámecký park s ohradní zdí a kaplí svatého Jana Nepomuckého je chráněn jako kulturní památka ČR.

## Historie
Původním panským sídlem v Chotiměři byla tvrz postavená nejspíše bratry Vilémem a Sezemou v první čtvrtině patnáctého století. Další zpráva o vesnici, ve které je tvrz poprvé zmíněna, pochází až z roku 1540, kdy Jeroným Tas z Peruce prodal tvrz se dvorem a třemi pustými usedlostmi Kašparu Gotfriedovi zvanému Bernášek ze Žebnice. Kašpar neměl mužské potomky, a proto statek s pustou tvrzí odkázal dceři Dorotě, které patřila až do roku 1596. Tvrz nejspíše již nebyla obnovena, protože v mladších pramenech se neuvádí. Po Dorotě panství zdědil Václav mladší Koc z Dobrše. Na počátku sedmnáctého století byla Chotiměř připojena k Osvračínu, u kterého zůstala do roku 1623, kdy ji získal Jan Černín z Chudenic. Po něm se vystřídala řada dalších majitelů, až v roce 1735 vesnici koupili Kyšperští z Vřesovic a později Mengové z Rennfeldu, kteří někdy ve druhé polovině osmnáctého století nechali postavit pozdně barokní zámek upravený okolo roku 1800 v novorenesančním slohu. Po roce 1945 budovu vlastnil místní národní výbor, který v ní zřídil knihovnu, společenský sál a hostinec.

## Stavební podoba
Přesnou polohu gotické tvrze neznáme, ale předpokládá se, že stála na místě zámku. Jednopatrový zámek stojí na okraji malého parku a má průčelí o devíti okenních osách a valbovou střechu. Uvnitř se nachází klenutý vestibul se dvěma sloupy.